# Yakovlev Yak-17
Yakovlev Yak-17 (tiếng Nga: Як-17, lúc đầu được tình báo Mỹ gọi với tên Type-16 và sau đó có tên hiệu NATO là Feather) đây cũng là một mẫu máy bay phản lực được chế tạo ngay sau chiến tranh thế giới II của Liên Xô, nó được dựa trên mẫu Yak-15 để hình thành.

## Lịch sử
Được phát triển vào năm 1947. Một mẫu thử nghiệm có tên gọi là Yak-15U (Uluchshennyi - Cải tiến), được cải tạo từ Yak-15, bay lần đầu tiênvaof tháng 6-1947. Điểm khác biệt dễ nhận ra nhất là hệ thống bánh máy bay để cất và hạ cánh. Một điểm khác nhau hiển nhiên nhỏ hơn giữa Yak-17 và người đi trước Yakovlev Yak-15 là vật liệu chế tạo, trong khi Yak-17 được chế tạo phần lớn bằng kim loại thì Yak-15 vẫn có khá nhiều chi tiết làm bằng gỗ. Vào tháng 3-1948, nó được đưa vào sản xuất hàng loạt và có tên gọi chính thức là Yak-17. Nó xuất hiện lần đầu tiên trước công chúng trong Ngày hàng không Xô viết năm 1949 tại Tushino. Chỉ có 2 phiên bản được chế tạo là: Yak-17 máy bay tiêm kích một chỗ và Yak-17UTI máy bay huấn luyện 2 chỗ. 430 chiếc đã được chế tạo trong những năm 1948-1949.

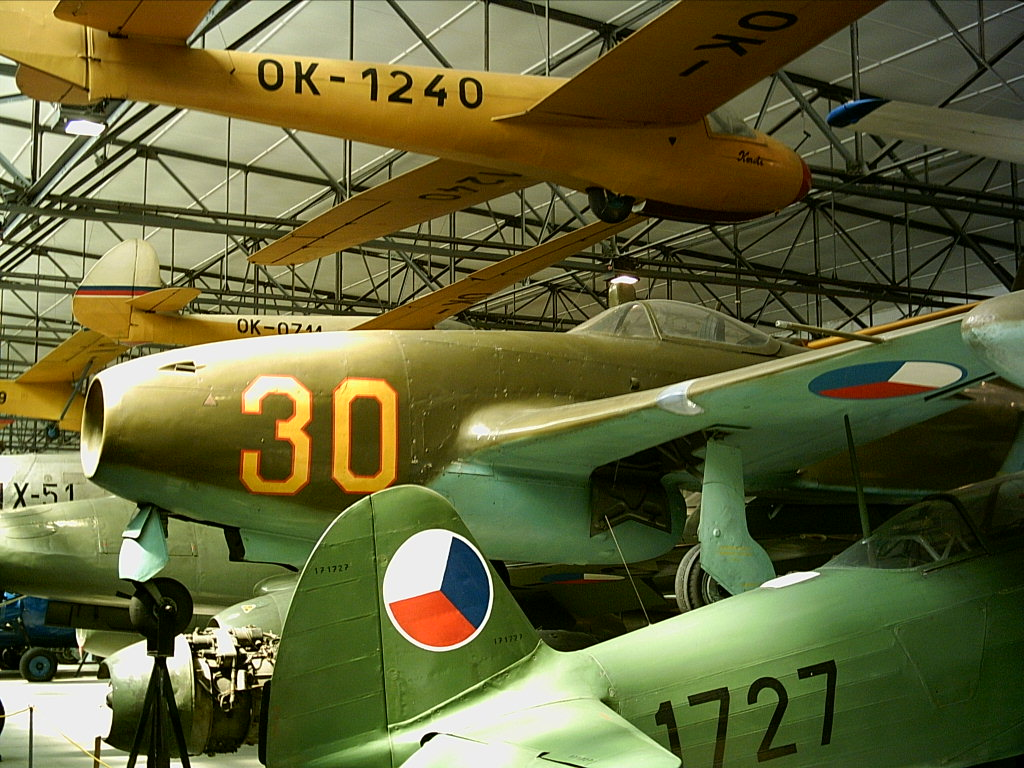
Yak-17 trong một bảo tàng ở Cộng hòa Séc

Yak-17 trở thành một trong những máy bay tiêm kích phản lực đầu tiên của Liên Xô, và không tránh khỏi có khuyết điểm, như vận tốc thấp và tầm bay ngắn, động cơ không đáng tin cậy (dựa trên mẫu động cơ Junkers Jumo 004 của Đức, được Liên Xô chế tạo có tên gọi là RD-10A), với một quy trình bắt đầu phức tạp. Mặt khác, nó lại rất dễ dàng điều khiển bằng tay và tương tự như các mẫu tiêm kích Yak-3 và Yak-9, Yak-17 trở thành máy bay chuyển tiếp cho thời đại của máy bay tiêm kích tiếp theo, đặc biệt là phiên bản huấn luyện.
Có tổng cộng 430 chiếc Yak-17 gồm cả hai phiên bản đã được chế tạo. Có 150 chiếc Yak-17UTI đã được sản xuất và 20 chiếc xuất khẩu cho Ba Lan và Trung Quốc. 1 chiếc Yak-17 được giao cho Tiệp Khắc, và sau đó nó có tên gọi là S 100, 3 chiếc Yak-17 khác được cung cấp cho Ba Lan. Vào năm 1950, Ba Lan có được giấy phép sản xuất Yak-17 và động cơ của nó là RD-10A, chúng được chế tạo riêng biệt tại Mielec và Rzeszow, 30 chiếc động cơ RD-10A đã được chế tạo hoàn thiện tại Rzesrow vào những năm 1950-1951. Yak-17 và Yak-17UTI đã bị thay thế khỏi Không quân Xô viết vào năm 1951-1953, sau đó là trong Không quân Ba Lan vào năm 1955.

## Các phiên bản
- Yak-17 - máy bay tiêm kích một chỗ
- Yak-17UTI (Type-26/Magnet) (còn được biết đến với tên gọi Yak-17V) - máy bay huấn luyện hai chỗ

## Các nước sử dụng
- Trung Quốc
- Tiệp Khắc: thử nghiệm 1 Yak-17.
- Ba Lan: sử dụng 3 Yak-17 (phiên âm thành Jak-17) và 1 Yak-17UTI (có tên gọi khác là Jak-17UTI hoặc Jak-17W), từ năm 1950. Rút khỏi biên chế vào nắm 1955.
- România
- Liên Xô: Sử dụng từ năm 1947 đến đầu thập niên 1950.

## Thông số kỹ thuật

### Đặc điểm riêng
- Phi đoàn: 1
- Chiều dài: 8.70 m (28 ft 6 in)
- Sải cánh: 9.20 m (30 ft 2 in)
- Chiều cao: 2.30 m (7 ft 7 in)
- Diện tích : 14.9 m² (160 ft²)
- Trọng lượng rỗng: 2.081 kg (4.578 lb)
- Trọng lượng cất cánh: 2.890 kg (6.358 lb)
- Trọng lượng cất cánh tối đa: 3.240 kg (7.128 lb)
- Động cơ: 1× Tumansky RD-10A, 8.9 kN (2.000 lbf)

### Hiệu suất bay
- Vận tốc cực đại: 748 km/h (468 mph)
- Tầm bay: 395 km (247 miles)
- Trần bay: 12.750 m (41.820 ft)
- Vận tốc lên cao: 12 m/s (2362 ft/min)
- Lực nâng của cánh: 194 kg/m² (40 lb/ft²)
- Lực đẩy/trọng lượng: 0.31

### Vũ khí
- 2x súng 23 mm Nudelman-Suranov NS-23, 60 viên đạn mỗi súng

## Nội dung liên quan

### Máy bay có cùng sự phát triển
Yak-3 - 
Yak-15 -
Yak-23

### Máy bay có tính năng tương đương
Lavochkin La-152 - Lavochkin La-156